# Мантатурат
Мантатурат (лаос. ເຈົ້າມັນທາຕຸຣາດ; 1772 — 7 березня 1837) — восьмий володар королівства Луанґпхабанґ.
Був сином короля Анурути. 1791 року сіамський король проголосив його спадкоємцем престолу Луанґпхабанґу. В 43-річному віці, після смерті батька, Мантатурат був коронований. Від 1825 до 1826 року виконував чернечий послух у Бангкоку. 1826 року він відмовився приєднатись до повстання Анувонґа проти Сіаму.
Помер у березні 1837 року, а престол успадкував його син Сукхасом, однак сіамський двір підтвердив його право лише 1839 року.